# Willingen (Renania-Palatinado)
Willingen es un municipio situado en el distrito de Westerwald, en el estado federado de Renania-Palatinado (Alemania). Su población estimada a finales de 2016 era de 281 habitantes.
Se encuentra ubicado al noreste del estado, cerca de la orilla derecha del río Rin, de la orilla norte del río Lahn, de la orilla sur del río Sieg (estos dos últimos son afluentes del Rin por su margen derecha), y de la frontera con el estado de Hesse.

## Historia
En 1413, Willingen tuvo su primera mención documental como Wildungen.

## Política
El consejo municipal está formado por 8 concejales elegidos por mayoría en las elecciones municipales del 13 de junio de 2004.